# صمويل ألكسندر
صمويل ألكسندر (6 يناير 1859 - 13 سبتمبر 1938) (بالإنجليزية: Samuel Alexander)‏ هو فيلسوف بريطاني، أسترالي المولد. من الواقعيين الجدد، وهو واضع النظرية المثالية في التطور المفاجئ. كان الكسندر يعتقد أن الزمان والمكان هما المادة الأولية للوجود.

## مؤلفاته
- المكان والزمان والله (1920).
- الفن والمادة (1925).
- الجمال وأشكال القيمة الأخرى (1933).

## وصلات خارجية
- صمويل ألكسندر على موقع الموسوعة البريطانية (الإنجليزية)
- صمويل ألكسندر على موقع إن إن دي بي (الإنجليزية)

- Gifford Lectures biography
- صمويل أليكسندر في موسوعة الإنترنت للفلسفة.